# 諾伊費爾德湖
50°4′21″N 9°1′43″E / 50.07250°N 9.02861°E

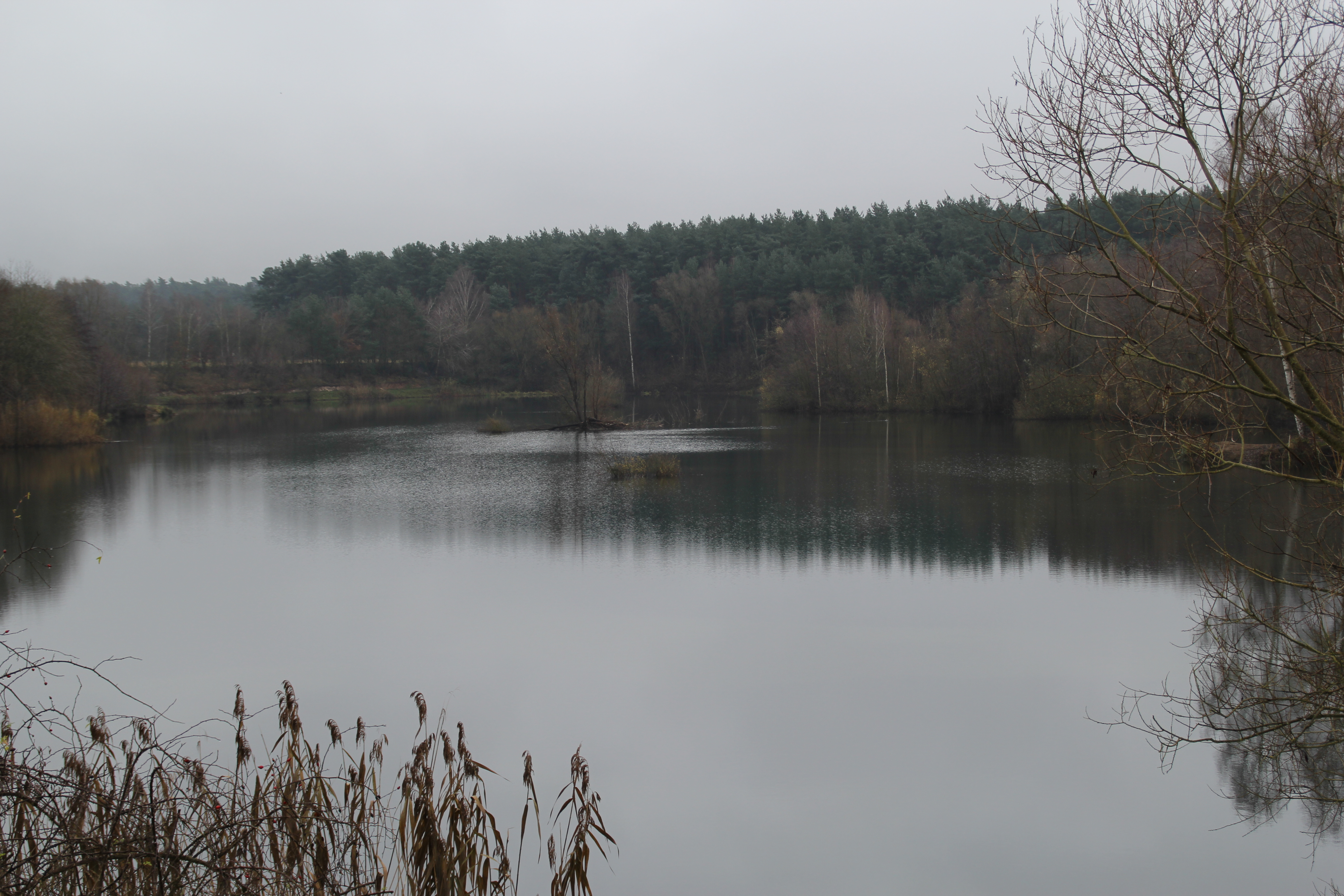

諾伊費爾德湖（德語：Neufeldsee），是德國的湖泊，位於該國東南部，由巴伐利亞州負責管轄，處於阿沙芬堡縣，長0.45公里、寬0.35公里，面積0.1平方公里，海拔高度108米。